# Umji
Dans ce nom coréen, le nom de famille, Kim, précède le nom personnel.
Pour les articles homonymes, voir Kim.
Kim Ye-won (coréen : 김예원), plus connue sous son nom de scène Umji (엄지), est une chanteuse sud-coréenne. Elle a été membre du girl group GFriend, où elle était la plus jeune du groupe. Umji a débuté le 9 février 2022 en tant que membre du trio Viviz.

## Biographie

### Jeunesse
Umji est née le 19 août 1998 à Incheon, en Corée du Sud. Elle a obtenu son diplôme de la School of Performing Arts Seoul (SOPA) en février 2017, en même temps que sa camarade de groupe, SinB.

### Carrière
Umji a fait ses débuts officiels en tant que membre du groupe GFriend le 14 janvier 2015 avec la sortie du mini-album Season of Glass, accompagné du single "Glass Bead". Sa première prestation en direct a eu lieu dans le cadre de l'émission Music Bank, diffusée par KBS le 16 janvier.
En septembre 2016, Umji a sorti la bande originale du drama sud-coréen Shopping King Louie, intitulée "The Way",. En novembre 2017, la chanteuse a participé à l'émission King of Mask Singer, effectuant deux tours jusqu'à ce qu'elle soit éliminée par Sunwoo Jung-a. En octobre 2016, Umji a cessé ses activités avec le groupe après avoir été diagnostiqué avec une torsion du muscle sarus,. Elle est revenue un mois après avoir récupéré pour les Melon Music Awards. En 2018, la chanteuse, avec le membre Sanha du groupe Astro, a été choisie pour animer un talk-show pour le jeune public intitulé Yogobara. En mars 2020, Umji a sorti le titre "Welcome", bande originale du drama du même nom.

## Discographie

### Bandes originales
| Année                                                     | Titre            | Meilleure position | Album                   |
| Année                                                     | Titre            | COR                | Album                   |
| --------------------------------------------------------- | ---------------- | ------------------ | ----------------------- |
| 2016                                                      | The Way          | —                  | Shopping King Louie OST |
| 2020                                                      | Welcome (어서와) | —                  | Welcome OST             |
| "—" indique que le titre ne s'est pas classé cette région |                  |                    |                         |

### Crédits musicaux
| Année | Titre                       | Artiste | Album                 | Paroles | Musique |
| ----- | --------------------------- | ------- | --------------------- | ------- | ------- |
| 2019  | Hope (기대)                 | GFriend | Fever Season          | ✔️      | ❌      |
| 2020  | Eye of the Storm (눈의시간) | GFriend | 回:Song of the Sirens | ✔️      | ✔️      |
| 2020  | Tarot Cards                 | GFriend | 回:Song of the Sirens | ✔️      | ✔️      |
| 2020  | Mago                        | GFriend | 回:Walpurgis Night    | ✔️      | ✔️      |
| 2020  | Better Me                   | GFriend | 回:Walpurgis Night    | ✔️      | ✔️      |
| 2020  | Eve Love                    | Umji    | Non issu d'un album   | ✔️      | ✔️      |
| 2022  | Love You Like               | Viviz   | Beam of Prism         | ✔️      | ❌      |